# Kościół Ścięcia św. Jana Chrzciciela w Rudzie Śląskiej
Kościół Ścięcia świętego Jana Chrzciciela w Rudzie Śląskiej – rzymskokatolicki kościół parafialny w Rudzie Śląskiej, w województwie śląskim. Należy do dekanatu Ruda Śląska archidiecezji katowickiej. Mieści się przy ulicy Karola Goduli, w dzielnicy Godula.
Jest to budowla neogotycka, wybudowana w latach 1868-1871, kamień węgielny pod budowę został położony w dniu 29 czerwca 1868 roku, gotowa budowla została poświęcona w dniu 14 listopada 1871 roku. Architektem świątyni został wybrany Teodor Linke, budowniczy Schaffgotschów. W oknach znajdują się witraże wykonane przez L. Glötza z Salzburga.

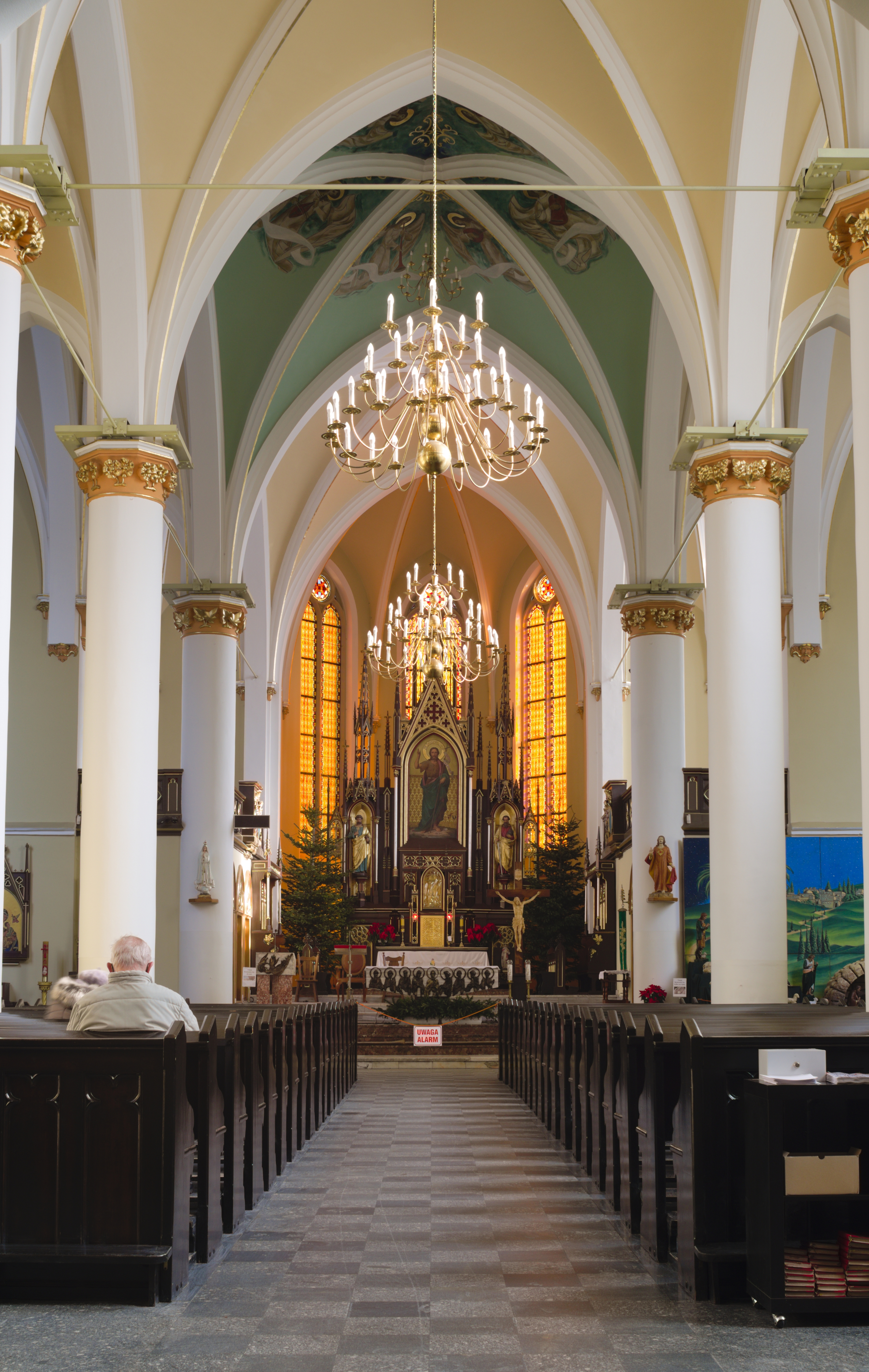
Wnętrze (2021)
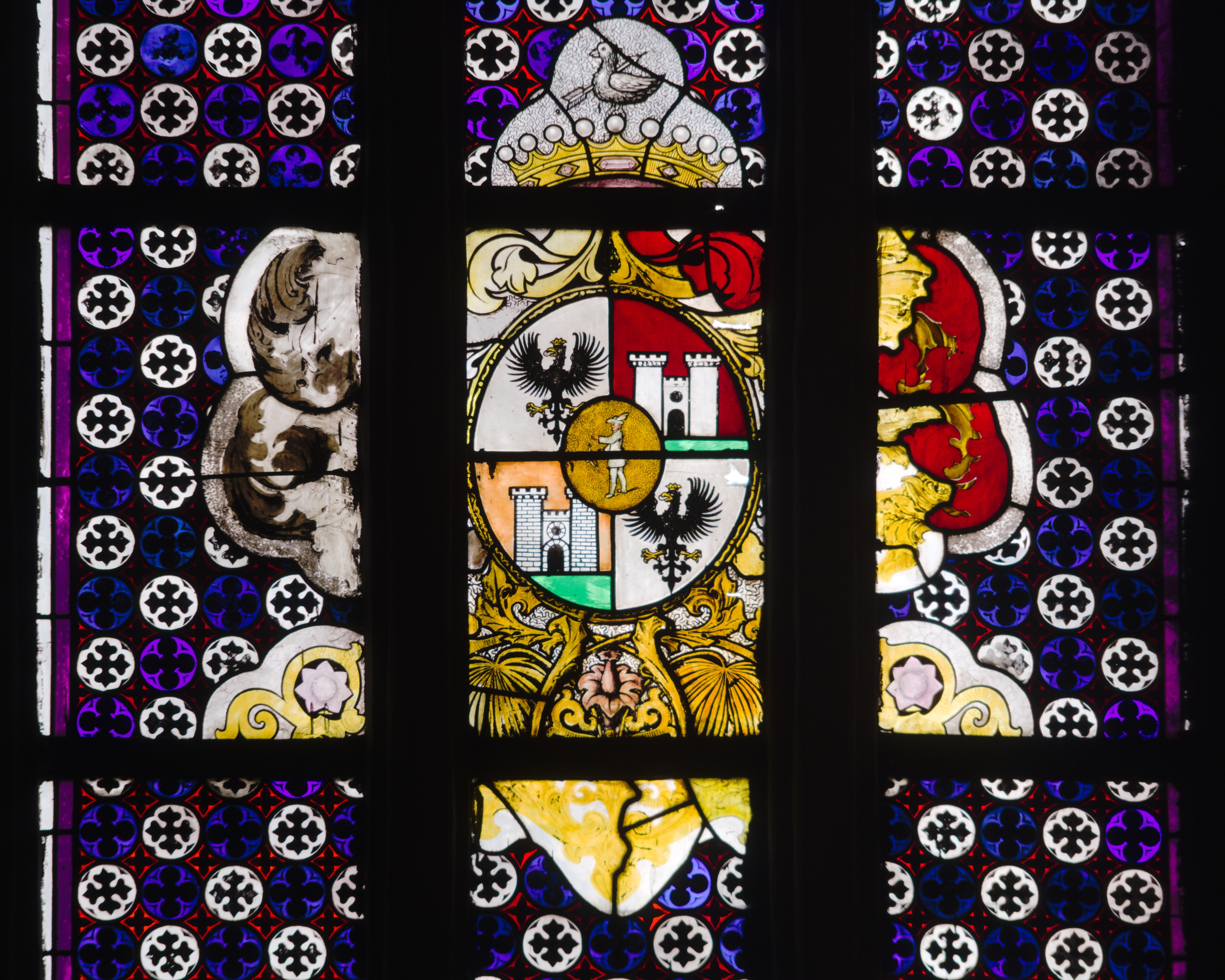
Witraż z herbem Ballestrem